# ГЕС Токуяма
ГЕС Токуяма (徳山発電所) – гідроелектростанція в Японії на острові Хонсю. Знаходячись перед ГЕС Йокояма та ГЕС Хігаші-Йокояма (14,6 МВт), становить верхній ступінь каскаду на річці Ібі, яка за десяток кілометрів на захід від Нагої впадає до затоки Ісе (Внутрішнє Японське море). 
У 2007 році на Ібі завершили зведення гребля Токуяма, виконаної як кам’яно-накидна споруда висотою 161 метра та довжиною 427 метрів. Вона потребувала 13,7 млн м3 породи та утворила водосховище з площею поверхні 13 км2 та об’ємом 660 млн м3. Корисний об’єм при цьому складає 380,4 млн м3, з яких у літньо-осінній період для протиповеневих заходів резервують 123 млн м3. В операційному режимі у водоймі припустиме коливання рівня поверхні між позначками 363,5 та 400 метрів НРМ, з можливістю підвищення до 401 метра НРМ під час повені. 
Зі сховища через тунель довжиною 0,25 км та два напірні водоводи довжиною по кілька сотень метрів ресурс подається до машинного залу, введеного в експлуатацію кількома роками пізніше від греблі Токуяма. Тут встановлено дві турбіни типу Френсіс потужністю 139 МВт та 24,3 МВт (при їх одночасній роботі загальна потужність станції становить 161,9 МВт). Менший гідроагрегат №2 використовує напір у 145,4 метра, а відпрацьована ним вода одразу повертається у річку та може бути захопленою греблею станції Хігаші-Йокояма. Агрегат №1 розрахований на дещо більший напір – 182 метра – для створення якого проклали відвідний дериваційний тунель довжиною 4,1 км, котрий завершується нижче від тільки що згаданої греблі  Хігаші-Йокояма.